# 硫酸铀酰
硫酸铀酰是一种无机化合物，化学式为UO2SO4，有放射性。存在无水物和各种水合物（0.5到4水）。

## 制备
将三氧化铀溶解在硫酸溶液中，得到产物（水合物）。UO3+H2SO4=(UO2)SO4+H2O

## 用途
硫酸铀酰的重水溶液可以用作均相反应堆的燃料。